# Club Deportivo Beti Onak
El Club Deportivo Beti Onak es una sociedad polideportiva con sede en la localidad de Villava en la Comunidad Foral de Navarra. Fundada en 1951 cuenta con secciones deportivas de pelota, balonmano y fútbol. Actualmente compite en el grupo XV de Tercera RFEF.

## Historia

### Sección de Balonmano
El Club cuenta con una escuela de balonmano femenino y masculino. Fue uno de los fundadores de la Liga ASOBAL; el equipo femenino compite actualmente en División de Honor como Replasa Beti-Onak.

### Sección de Fútbol
Su primer ascenso a la Tercera División se produce en 1989 jugando toda la década de los noventa en esta categoría. Después de quedar en 3ª posición la temporada 2004/05, el equipo desciende a Regional.
En 2013/14 regresa al grupo XV de Tercera División.
- Temporadas en Tercera División: 16
- Mejor puesto en Liga: 3º (2004/05)

### Todas las Temporadas
| Temporada         | División | Puesto | Copa del Rey |
| ----------------- | -------- | ------ | ------------ |
| De 1951 a 1989    | Regional | —      |              |
| 1989/90           | 3ª       | 18º    |              |
| 1990/91           | Regional | —      |              |
| 1991/92           | 3ª       | 8º     |              |
| 1992/93           | 3ª       | 5º     |              |
| 1993/94           | 3ª       | 8º     |              |
| 1994/95           | 3ª       | 11º    |              |
| 1995/96           | 3ª       | 11º    |              |
| 1996/97           | 3ª       | 14º    |              |
| 1997/98           | 3ª       | 9º     |              |
| 1998/99           | 3ª       | 11º    |              |
| 1999/00           | 3ª       | 14º    |              |
| 2000/01           | 3ª       | 11º    |              |
| 2001/02           | 3ª       | 17º    |              |
| 2002/03           | 3ª       | 18º    |              |
| 2003/04           | Regional | —      |              |
| 2004/05           | 3ª       | 3º     |              |
| 2005/06           | 3ª       | 18º    |              |
| Desde 2006 a 2013 | Regional | —      |              |
| 2013/14           | 3ª       | 16º    |              |
| 2014/15           | 3ª       | 17º    |              |
| 2015/16           | 3ª       | 19º    |              |
| Desde 2016 a 2018 | Regional | —      |              |
| 2018/19           | 3ª       | 12º    |              |
| 2019/20           | 3ª       | -      |              |
| 2020/21           | 3ª       | 7º     |              |
| 2021/22           | 3ª RFEF  | 7º     |              |
| 2022/23           | 3ª RFEF  | 6º     |              |

## Uniforme
Camiseta verde, pantalón negro y medias verdes.

## Estadio
Disputa sus partidos como local en el campo de fútbol Olímpico de Peritos o en Lorenzo Goicoa, de hierba artificial.